# Anupama himalayensis
Anupama himalayensis är en stekelart som beskrevs av Jonathan 1982. Anupama himalayensis ingår i släktet Anupama och familjen brokparasitsteklar. Inga underarter finns listade i Catalogue of Life.